# James Stopford (3. hrabia Courtown)
James George Stopford KP (ur. 15 sierpnia 1765 w Londynie, zm. 15 czerwca 1835 w Windsorze) – brytyjski arystokrata i polityk związany z ugrupowaniem torysów. Był najstarszym synem Jamesa Stopforda, 2. hrabiego Courtown, i Mary Powys, córki Richarda Powysa.
Stopford został ochrzczony w kościele św. Jerzego przy Hanover Square w Londynie. Od 1770 r. nosił tytuł wicehrabiego Stopford. Wykształcenie odebrał w Eton College w latach 1779–1781. W 1780 r. wstąpił do Coldstream Guards. 17 września 1788 r. został porucznikiem, a w 1791 r. kapitanem. W 1790 r. został wybrany do Izby Gmin w okręgu Great Bedwyn. Reprezentował go do 1796 r., kiedy zmienił okręg na Lanark Burghs. Ponadto reprezentował: Dumfries Burghs w latach 1803–1806, ponownie Great Bedwyn w latach 1806–1807 i Marlborough w latach 1807–1810.
W 1793 r. zastąpił swojego ojca na stanowisku Skarbnika Dworu Królewskiego. Był nim do 1806 r. i ponownie w latach 1807–1812. Po śmierci ojca w 1810 r. odziedziczył tytuł hrabiego Courtown i zasiadł w Izbie Lordów. W 1812 r. został kapitanem Gentlemen Pensioners. Był nim do 1827 r. W 1835 r. pełnił urząd kapitana Ochotników Gwardii. Od 1793 r. był członkiem Tajnej Rady. W 1821 r. został odznaczony Orderem św. Patryka.
29 stycznia 1791 r. w Londynie poślubił lady Mary Scott (21 maja 1769 – 21 kwietnia 1823), córkę Henry’ego Scotta, 3. księcia Buccleuch, i lady Elizabeth Montagu, córki 1. księcia Montagu. James i Mary mieli razem pięciu synów i jedną córkę:
- Jane Stopford (zm. 28 grudnia 1873), żona Abela Rama, miała dzieci
- George Henry James Stopford (1791–1792)
- Charles Stopford (1792–1794)
- James Thomas Stopford (27 marca 1794 – 20 listopada 1858), 4. hrabia Courtown
- podpułkownik Edward Stopford (11 czerwca 1795 – 5 lipca 1840), ożenił się z Horatią Lockwood, miał dzieci
- wiceadmirał Montagu Stopford (11 listopada 1798 – 10 listopada 1864)